# Barton-upon-Humber
Barton-upon-Humber oder Barton ist eine Kleinstadt im Distrikt North Lincolnshire in England am Südufer des Flusses Humber und am einen Ende der Humber-Brücke.
Barton liegt 74 km östlich von Leeds, 10 km südwestlich von Hull und 50 km nordöstlich vom Verwaltungssitz Lincoln entfernt.
Die Stadt hat etwa 9334 Einwohner (Stand: 2009).

## Geschichte
Barton ist ein ehemals bedeutender Standort für die Herstellung von Fahrrädern, die seit 1880 durch die Firma Hopper’s Cycles
produziert wurden.

## Persönlichkeiten
- Thomas Goulton Hesleden (1776–1827), Schiffsmakler